# 奥様は顔が二つ
『奥様は顔が二つ』（おくさまはかおがふたつ、原題: Two-Faced Woman）は、1941年に製作・公開されたアメリカ合衆国の映画である。ドイツの劇作家ルートヴィヒ・フルダの1901年の戯曲"Die Zwillingsschwester"を基にジョージ・キューカーが監督、グレタ・ガルボとメルヴィン・ダグラスが主演した。この戯曲は、1925年にコンスタンス・タルマッジとロナルド・コールマン主演で"Her Sister from Paris"（日本題『亭主教育』）として映画化されている。
本作はガルボの最後の映画出演となった。

## キャスト
- カリン・ボルグ：グレタ・ガルボ
- ローレンス・ブレイク：メルヴィン・ダグラス
- グリセルダ・ヴォーン：コンスタンス・ベネット
- オスカー・ミルナー：ローランド・ヤング
- ディック・ウィリアムズ：ロバート・スターリング
- ルース・エリス（ローレンスの秘書）：ルース・ゴードン

## スタッフ
- 監督：ジョージ・キューカー
- 製作：ゴットフリート・ラインハルト
- 脚本：S・N・バーマン、ザルカ・フィアテル、ジョージ・オッペンハイマー
- 音楽：ブロニスラウ・ケイパー
- 撮影：ジョセフ・ルッテンバーグ
- 編集：ジョージ・ベームラー
- 美術：セドリック・ギボンズ
- 装置：エドウィン・B・ウィリス
- 衣裳：エイドリアン
- 録音：ダグラス・シアラー
- 特殊効果：ウォーレン・ニューカム

## 注
1. ↑  The Eddie Mannix Ledger, Los Angeles: Margaret Herrick Library, Center for Motion Picture Study.